# Estany de Sils
L'estany de Sils o llac de Sils és una zona humida que correspon al darrer vestigi del que era un antic llac natural situat al terme municipal de Sils i Maçanet de la Selva (la Selva), i que havia estat el llac més gran de Catalunya. L'antiga llacuna, ja dessecada, era equiparable pel que fa a les seves dimensions, a l'Estany de Banyoles.
L'antic estany de Sils es va anar dessecant al llarg segles per afavorir els conreus i per la por que les zones humides infonien, en una època en què se les considerava llocs inhòspits i insans, que ajudaven a la propagació de malalties com la malària. No obstant, les aigües reapareixien tossudament cada cop que es produïen fortes pluges, i la zona va conservar, malgrat la intensa transformació experimentada, una notable riquesa florística i condicions adients per a seguir allotjant una interessant fauna aquàtica.
A principis del segle xxi, mitjançant un projecte LIFE desenvolupat per l'Ajuntament de Sils i la Fundació Natura, amb la col·laboració del Departament de Medi Ambient i Habitatge, s'ha recuperat una zona de llacunes i s'intenta potenciar els hàbitats naturals amb una gestió dels conreus (arbredes) més respectuosa amb els valors ambientals de l'espai.

## Descripció
Malgrat la reduïda extensió actual dels aiguamolls residuals, l'estany de Sils és una de les zones humides més importants de l'interior de Catalunya. Aquest espai comprèn un tram important de nombroses rieres (Riera de Vallcanera, Riera de Santa Maria, Rec Sorrer, el Reclar, Riera de Pins, la Torderola) que abans donaven lloc a un gran estany i ara fan cap a la séquia de Sils, que surt de l'espai i acaba unint-se a la Riera de Santa Coloma.
La zona es veu alterada pels usos agraris i silvícoles, que han transformat les comunitats naturals, drenant i assecant la zona estanyada. Les activitats agrícoles, industrials i urbanes produeixen també l'eutrofització i contaminació dels cursos.
Forma part també de l'espai del PEIN "Estany de Sils" i de l'espai de la Xarxa Natura 2000 ES5120017 "Estany de Sils-Riera de Santa Coloma. L'espai del PEIN disposa d'un Pla Especial de protecció aprovat el desembre del 1998, que abasta els espais "Estanys de Sils", "Riera de Santa Coloma" i "Turons de Maçanet", així com uns àmbits addicionals de protecció, i n'estableix una ordenació de conjunt.

## Fauna i flora

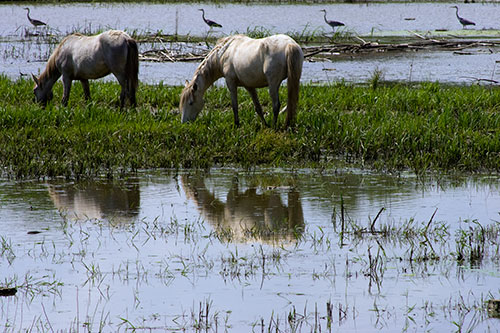
La zona a l'estiu del 2008

Pel que fa als hàbitats d'interès comunitari, a la zona apareixen els següents, propis de zones humides: Hi ha Prats de dall de terra baixa i de la muntanya mitjana (Arrhenatherion), alberedes, salzedes i altres boscos de ribera. També hi ha altres hàbitats que no són propis de zones humides, com prats mediterranis rics en anuals, basòfils (Thero-Brachypodietalia), suredes, alzinars i carrascars i pinedes mediterrànies. També s'hi ha citat els hàbitats de basses i tolls temporers mediterranis, jonqueres i herbassars graminoides humits mediterranis del Molinio-Holoschoenion.
El conjunt de les comunitats vegetals aquàtiques i higròfiles constitueixen un important vestigi de la vegetació primitiva que ocupava tot l'estany. És destacable la presència de marcòlic (Lilium martagon), lliri de neu (Galanthus nivalis), pulmonària de fulla estreta (Pulmonaria angustifolia) i marsilea (Marsilea quadrifolia).
Pel que fa a la vegetació, apareixen fragments de bosc de ribera, formats per vernedes, freixenedes i omedes, així com bogars (Typha latifolia), comunitats de llenties d'aigua (Lemno-Azolletum) i herbassars de ciperàcies i juncàcies. Apareixen també claps de rouredes i prats de dall. A més, hi ha, lògicament, les arbredes de conreu, omnipresents, així com fragments d'hàbitats naturals no lligats a les zones humides, com pinedes de pinastre i pi pinyer, alzinars, brolles silicícoles, etc.
Pel que fa a la fauna, destaquen els ocells aquàtics. Hi crien, per exemple, diverses espècies d'ànecs (Anas platyrhynchos, A. crecca, A. querquedula, A. clypeata), cabusset (Tachybaptus ruficollis), martinet menut (Ixobrychus minutus) i rascló (Rallus aquaticus). Entre els peixos és molt remarcable la presència de l'espinós (Gasterosteus gymnurus), única població coneguda de la conca de la Tordera. L'herpetofauna és també molt diversa i singular, amb espècies com la tortuga d'estany (Emys orbicularis), la tortuga de rierol (Mauremys leprosa), el tritó palmat (Lissotriton helveticus), el tritó verd (Triturus marmoratus), la reineta (Hyla meridionalis) i la salamandra (Salamandra salamandra). Destaca també la presència en tolls i basses de crustacis anostracis, com Tanymastix stagnalis.

## Història

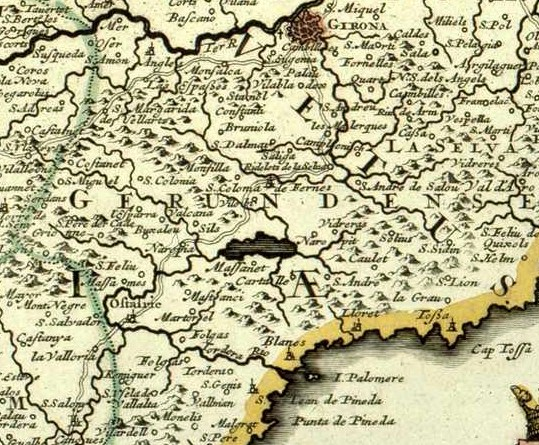
L'estany de Sils tal com apareix al mapa Principatus Cataloniae publicat el a Amsterdam per Cornelis Danckerts

L'estany de Sils ocupava una superfície aproximada d'uns 7 km quadrats, el que fa que es vegi sovint representat amb unes dimensions més grans que l'Estany de Banyoles a l'antiga cartografia de Catalunya. Aquest llac apareix per exemple als mapes "Cataloniae principatus descriptio nova de Gerard Mercator, 1619", "Catalonia de Guiljelmus Blaeu excud. Amsterdam, 1632", "Cataloniae principatus et Ruscinonis ac Cerretaniae comitatuum exactissima dilineatio, cura et studio de Matthäus Seutter de 1740", "Cataloniae principatus, nec non Ruscinonensis et Cerretaniae Comitatus in eorum vicariatus peraccurae distincti de Nicolaum Visser" i a "Cataloniae Principatus novissima et accurata descriptio de J.B. Vrients, 1608".
Localitzat en una zona tectònica sense drenatge natural, les aigües de les rieres de Vallcanera, Caldes, Pins, el Rec Clar i la Torderola desembocaven a la seva conca lacustre. Era un llac intermitent que en els anys de sequera veia la seva extensió molt reduïda.
Com moltes zones humides en el passat, aquest llac era vist com una zona malsana. Al llarg dels darrers segles es va intentar drenar el llac amb l'objectiu de guanyar noves terres de conreu i lluitar contra el paludisme. Els intents de dessecació no varen reeixir fins a l'any 1851 quan es va construir la séquia que anava a desembocar a la riera de Santa Coloma.
Les terres obtingudes amb la dessecació de l'estany es varen repartir entre la gent que havia construït la séquia. Amb el temps la conca de l'antic llac es va cobrir de prats de dalla a on es deixava créixer l'herba pel ramat. Cap al darrer quart del segle XX les plantacions d'arbres per a usos comercials, pollancres i plàtans, varen substituir els camps de dalla originals.
Actualment romanen algunes zones humides i qualque estany petit de nivell variable a la conca de l'antic llac. Part d'aquestes són l'objectiu d'un projecte "Life" que des del 1998 cerca el sanejament les aigües de la zona i l'adquisició de terrenys privats pel restabliment d'alguns prats de dalla. L'objectiu final i més ambiciós d'aquest intent és restaurar una llacuna permanent i recrear l'entorn primigeni dels boscos de ribera que havien envoltat l'antic llac de Sils.
El projecte de recuperació de l'entorn es troba protegit sota el Pla d'Espais d'Interès Natural (PEIN) de Catalunya, inclòs a la xarxa europea d'espais naturals Natura 2000.
Actualment la zona s'ha equipat amb tres aguaits, una torre-observatori, itineraris i rètols informatius. A l'estació d'ADIF de Sils s'hi ha creat un centre d'informació, amb una exposició permanent. A la zona, la Fundació Biodiversidad també hi ha subvencionat actuacions de millora d'hàbitats i la Fundació Natura ha adquirit 17 Ha de pollancredes per recuperar els antics prats de dall i la vegetació d'aiguamoll.

## Nota
Aquest llac no s'ha de confondre amb el llac Sils (Silsersee) al terme municipal de Sils Maria al cantó suís de Grisons.